# Конде-сюр-Вір
Конде́-сюр-Вір (фр. Condé-sur-Vire) — муніципалітет у Франції, у регіоні Нормандія, департамент Манш. Населення — 4106 осіб (01.01.2021).
Муніципалітет розташований на відстані близько 250 км на захід від Парижа, 55 км на захід від Кана, 8 км на південний схід від Сен-Ло.

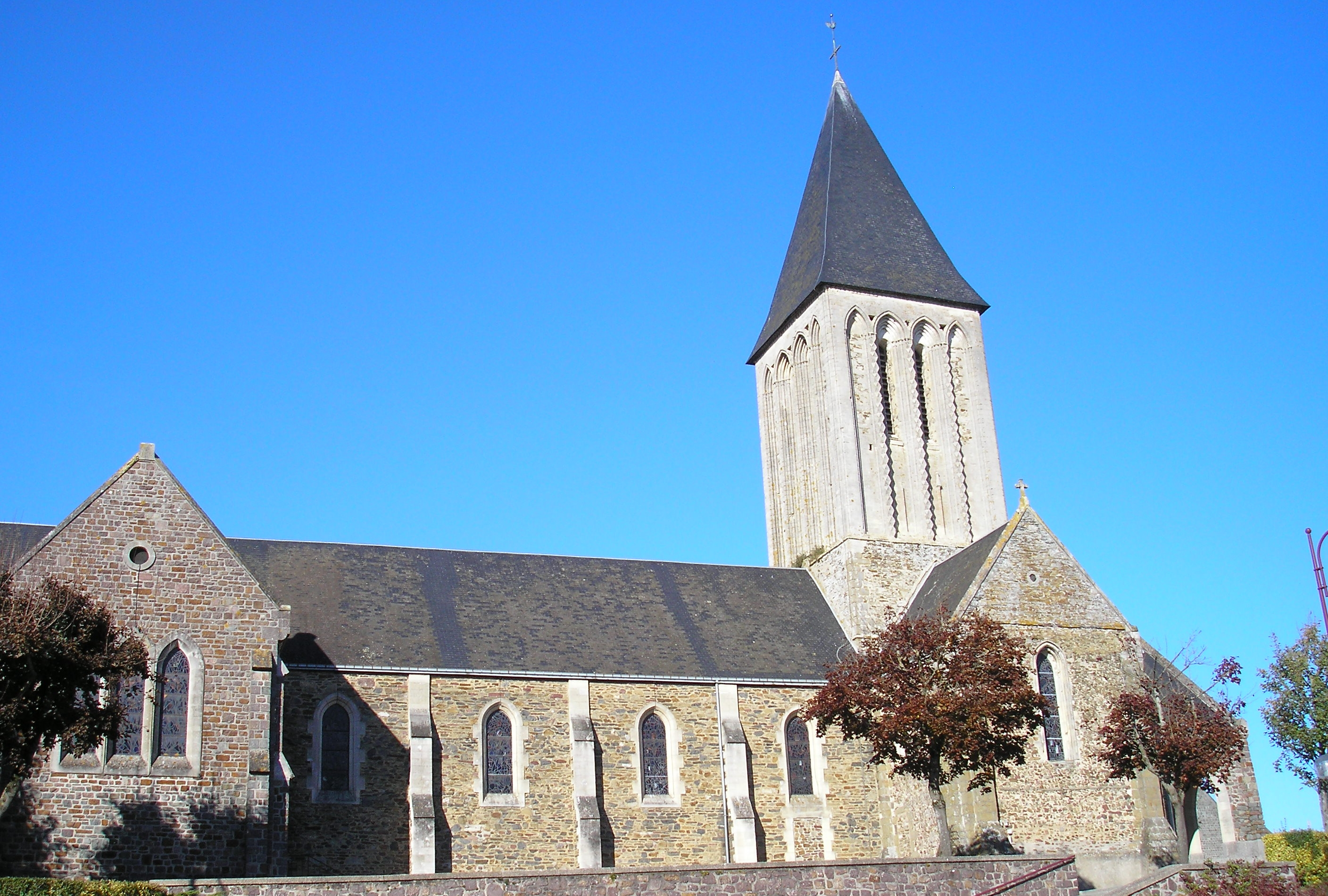

## Історія
До 2015 року муніципалітет перебував у складі регіону Нижня Нормандія. Від 1 січня 2016 року належить до нового об'єднаного регіону Нормандія.
1 січня 2016 року до Конде-сюр-Вір приєднали колишній муніципалітет Ле-Мені-Ро.
1 січня 2017 року до Конде-сюр-Вір приєднали колишній муніципалітет Труасго.

## Демографія
Динаміка населення (INSEE ):
Розподіл населення за віком та статтю (2006):
| Стать | Всього | До 15 років | 15-24 | 25-44 | 45-64 | 65-85 | Понад 85 |
| --- | ------ | ----------- | ----- | ----- | ----- | ----- | -------- |
| Чоловіки | 1560   | 310         | 179   | 392   | 392   | 271   | 16       |
| Жінки | 1658   | 302         | 129   | 418   | 467   | 287   | 55       |
| \| Статево-вікова піраміда \| Статево-вікова піраміда \| Статево-вікова піраміда \| \| ----------------------- \| ----------------------- \| ----------------------- \| \| Чоловіки \| Вік \| Жінки \| \| 16 \| 85 + \| 55 \| \| 27 \| 80-84 \| 51 \| \| 71 \| 75-79 \| 71 \| \| 75 \| 70-74 \| 86 \| \| 98 \| 65-69 \| 79 \| \| 79 \| 60-64 \| 106 \| \| 116 \| 55-59 \| 139 \| \| 75 \| 50-54 \| 105 \| \| 122 \| 45-49 \| 117 \| \| 118 \| 40-44 \| 93 \| \| 126 \| 35-39 \| 149 \| \| 66 \| 30-34 \| 90 \| \| 82 \| 25-29 \| 86 \| \| 82 \| 20-24 \| 43 \| \| 97 \| 15-20 \| 86 \| \| 102 \| 10-14 \| 110 \| \| 94 \| 5-9 \| 86 \| \| 114 \| 0-4 \| 106 \| |        |             |       |       |       |       |          |
| Статево-вікова піраміда |        |             |       |       |       |       |          |
| Чоловіки | Вік    | Жінки       |       |       |       |       |          |
| 16 | 85 +   | 55          |       |       |       |       |          |
| 27 | 80-84  | 51          |       |       |       |       |          |
| 71 | 75-79  | 71          |       |       |       |       |          |
| 75 | 70-74  | 86          |       |       |       |       |          |
| 98 | 65-69  | 79          |       |       |       |       |          |
| 79 | 60-64  | 106         |       |       |       |       |          |
| 116 | 55-59  | 139         |       |       |       |       |          |
| 75 | 50-54  | 105         |       |       |       |       |          |
| 122 | 45-49  | 117         |       |       |       |       |          |
| 118 | 40-44  | 93          |       |       |       |       |          |
| 126 | 35-39  | 149         |       |       |       |       |          |
| 66 | 30-34  | 90          |       |       |       |       |          |
| 82 | 25-29  | 86          |       |       |       |       |          |
| 82 | 20-24  | 43          |       |       |       |       |          |
| 97 | 15-20  | 86          |       |       |       |       |          |
| 102 | 10-14  | 110         |       |       |       |       |          |
| 94 | 5-9    | 86          |       |       |       |       |          |
| 114 | 0-4    | 106         |       |       |       |       |          |

## Економіка
2010 року серед 2073 осіб працездатного віку (15—64 років) 1548 були активними, 525 — неактивними (показник активності 74,7%, у 1999 році було 72,1%). З 1548 активних мешканців працювало 1495 осіб (783 чоловіки та 712 жінок), безробітними було 53 (19 чоловіків та 34 жінки). Серед 525 неактивних 176 осіб було учнями чи студентами, 252 — пенсіонерами, 97 були неактивними з інших причин.

У 2010 році в муніципалітеті числилось 1395 оподаткованих домогосподарств, у яких проживали 3383,5 особи, медіана доходів виносила 19 547 євро на одного особоспоживача